# Emiliano Zapata, Cuyoaco
Emiliano Zapata är en ort i Mexiko.   Den ligger i kommunen Cuyoaco och delstaten Puebla, i den sydöstra delen av landet, 160 km öster om huvudstaden Mexico City. Emiliano Zapata ligger 2 487 meter över havet och antalet invånare är 167.
Terrängen runt Emiliano Zapata är kuperad åt nordost, men åt sydväst är den platt. Runt Emiliano Zapata är det ganska glesbefolkat, med 25 invånare per kvadratkilometer. Närmaste större samhälle är Zaragoza, 17,2 km norr om Emiliano Zapata. Trakten runt Emiliano Zapata består till största delen av jordbruksmark.